# Grup de la magnetoplumbita
El grup de la magnetoplumbita és un grup complex de minerals òxids que contenen metalls. Cristal·logràficament es troba relacionat amb l'espinel·la i el corindó. La fórmula general per als minerals del grup és M₁₂O19. Aquesta, però, és simplificada, ja que dins l'estructura de cada mineral hi ha diverses i diferents vacants que poden fer variar l'estequiometria.
El grup està format per tres espècies, la chihuahuaïta, la mizraïta-(Ce) i la yimengita, i per tres subgrups: el subgrup de la hawthorneïta, el subgrup de la hibonita i el subgrup de la magnetoplumbita:
| Espècie                       | Fórmula                 |
| ----------------------------- | ----------------------- |
| Chihuahuaïta                  | FeAl₁₂O19               |
| Mizraïta-(Ce)                 | Ce(Al11Mg)O19           |
| Yimengita                     | K(Cr,Ti,Fe,Mg)₁₂O19     |
| Subgrup de la hawthorneïta    |                         |
| Barioferrita                  | BaFe3+₁₂O19             |
| Batiferrita                   | BaTi₂Fe3+₈Fe2+₂O19      |
| Haggertyita                   | BaFe2+₄Fe3+₂Ti₅MgO19    |
| Hawthorneita                  | BaMgTi₃Cr₄Fe2+₂Fe3+₂O19 |
| Subgrup de la hibonita        |                         |
| Gorerita                      | CaAlFe3+11O19           |
| Hibonita                      | (Ca,Ce)(Al,Ti,Mg)₁₂O19  |
| Subgrup de la magnetoplumbita |                         |
| Magnetoplumbita               | (Pb,Mn)(Fe,Mn)₁₂O19     |
| Nežilovita                    | PbZn₂Mn4+₂Fe3+₈O19      |
| Plumboferrita                 | Pb₂(Fe3+,Mn2+,Mg)11O19  |

La majoria de membres que integren el grup cristal·litzen en el sistema hexagonal i la seva simetria és: 6/mmm (6/m 2/m2/m): P6₃/mmc, excepte la plumboferrita que cristal·litza en el sistema trigonal, amb simetria: 3 2 : P3 1 2.

## Galeria

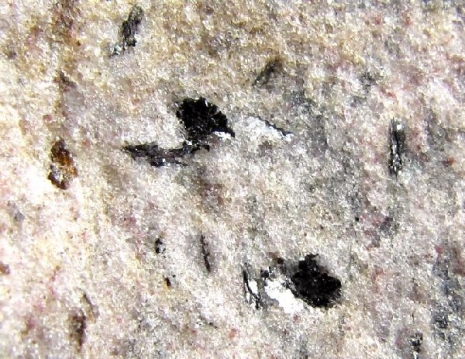
Nežilovita (cristalls negres)
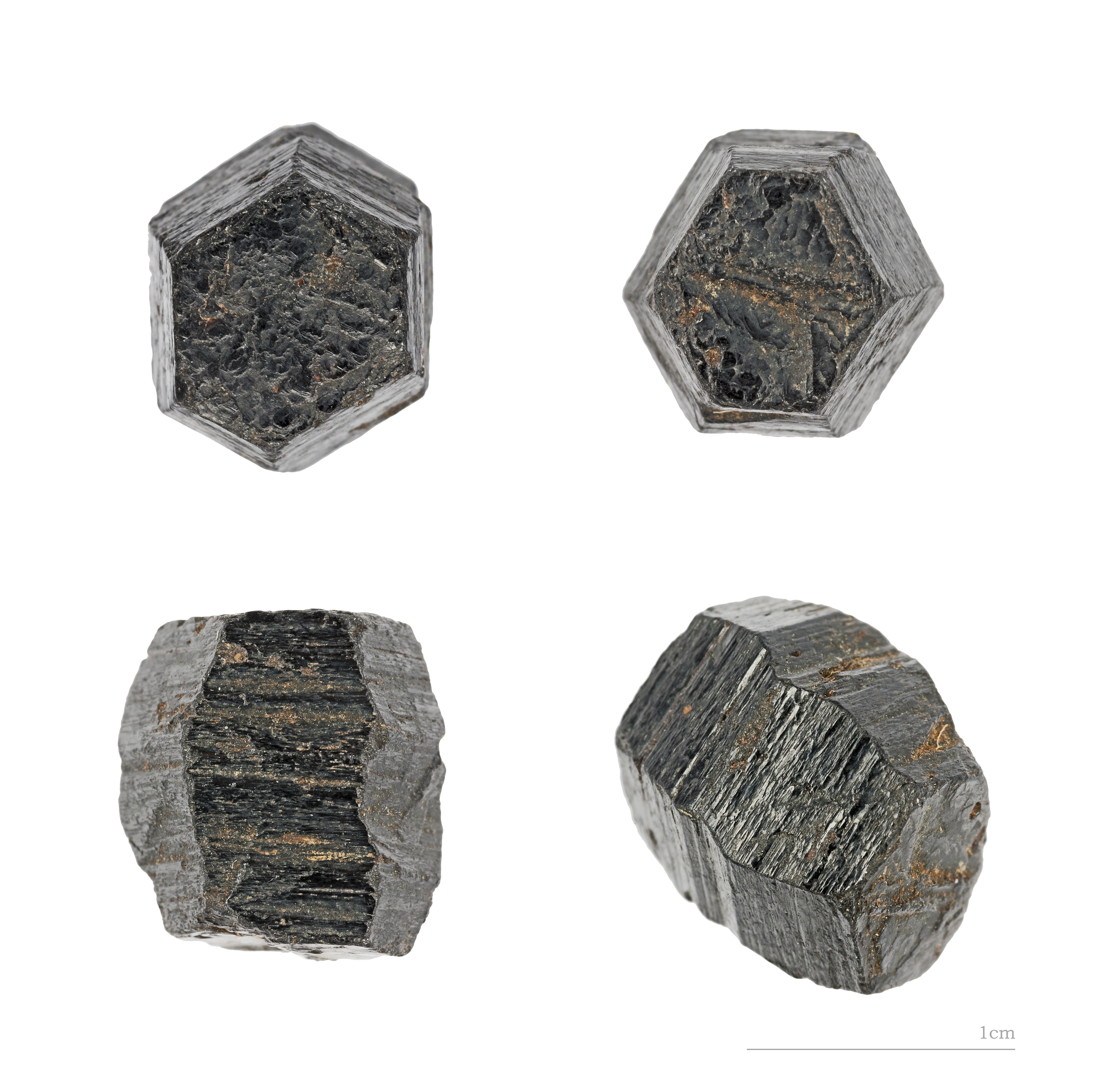
Hibonita